# 特雷西·M·索恩本
特雷西·M·索恩本（英語：Tracy Morton Sonneborn，1905年—1981年）美国遗传学家，专攻原生动物草履虫（Paramecium），1949年任美国遗传学学会会长，1959年获金伯遗传学奖，1964年当选英国皇家学会外籍会士。